# Sciron glaber
Sciron glaber là một loài tò vò trong họ Ichneumonidae.